# Kittelfjäll
Kittelfjäll (sydsamisk: Tjiehtele) er et vintersportssted i Vilhelmina kommune i Västerbottens län, Sverige, i Vojmåns dalgang. Skianlægget ligger på den sydøstlige side af det stejle Kittelfjäll, der topper med 1.225 m.o.h.
Byen Kittelfjäll blev anlagt i begyndelsen af 1800-tallet. Det var Lars Larsson fra Stora Laggåsen i Värmland og Anna Gustafsdotter fra Brindoset i Dalarna som 1815 fik tilladelse til at påbegynde nybyggeri her. Stedet blev registreret af skattemyndighederne 1846 under navnet Kittelsfjäll. Byens kulturlandskab har fået betegnelsen "riksintresse för kulturmiljövården".
I dag er byen mest kendt som vintersportssted. Her findes et af Sveriges sværeste off-pistområder for skiløbere med 42 bakker, heraf 37 upistede.
Området er naturskønt og overvældende med en række stejle fjeld, der er cirka 1.250 til 1.375 meter høje (bl.a. Borkafjället med et cirka 500 meter højt fald), strømfald og søer samt skov og hede. I nærheden ligger Marsfjället (1.589 m.o.h.) med Marsfjällsreservatet og det omfattende Offerskalet, et helligt sted for samerne.
Kittelfjälls nok mest kendte indbyggere er samefamilien Grahn. Bengt-Erik Grahn var i 1960'erne Sveriges bedste skiløber indenfor slalom-disciplinen.